# Aplodactylidae
Aplodactylidae é uma família de peixes da subordem Percoidei, superfamília Cirrhitoidea.

## Géneros e espécies
Existem seis espécies agrupadas em dois géneros:
- Género Aplodactylus (Valenciennes em Cuvier e Valenciennes, 1832)
  - Aplodactylus arctidens (Richardson, 1839)
  - Aplodactylus etheridgii (Ogilby, 1889)
  - Aplodactylus guttatus (Guichenot, 1848)
  - Aplodactylus punctatus (Valenciennes em Cuvier e Valenciennes, 1832)
  - Aplodactylus westralis (Russell, 1987)

- Género Crinodus (Gill, 1862)
  - Crinodus lophodon (Günther, 1859)